# EURAP
EURAP („Europäisches Register für Schwangerschaften unter Antiepileptika“) ist ein internationales Projekt von unabhängigen Forschergruppen zur prospektiven Erfassung von Schwangerschaften unter Antiepileptika-Exposition. EURAP zielt auf einen Vergleich der Sicherheit der verschiedenen Antiepileptika für das ungeborene Kind hinsichtlich der Häufigkeit von kongenitalen Fehlbildungen und pränatalen Wachstumsverzögerungen. Alle Frauen, die zum Zeitpunkt der Schwangerschaft Antiepileptika einnehmen, sollen eingeschlossen werden, unabhängig davon, ob der Behandlungsgrund eine Epilepsie oder eine andere Erkrankung (z. B. Migräne, psychische Erkrankung) ist. Im Rahmen des Deutschen Registers für Schwangerschaften unter Antiepileptika („GRAP – German Registry of Antiepileptic Drugs and Pregnancy“) können auch an Epilepsie erkrankte Schwangere ohne Einnahme von Antiepileptika registriert werden.
In Deutschland wurden mit Stand vom 1. Dezember 2013 von insgesamt 325 Ärztinnen/Ärzten und Kliniken 2188 schwangere Patientinnen unter Antiepileptikatherapie von insgesamt 325 Ärztinnen/Ärzten und Kliniken an das EURAP-Register gemeldet.

## Studien
EURAP ist eine reine Beobachtungsstudie und nimmt keinen Einfluss auf die Therapie, die der behandelnde Arzt verordnet. Das Ziel des Projektes besteht in der Sammlung von Daten hinsichtlich der Risikofaktoren für kindliche Fehlbildungen, der Antiepileptika-Exposition während der Schwangerschaft, sowie der Häufigkeit und der Art kindlicher Fehlbildungen.
Die für das Register benötigten Informationen gehen nicht über das hinaus, was routinemäßig während einer Schwangerschaft unter Antiepileptika erfasst wird, und es sind keine zusätzlichen Untersuchungen oder Vorstellungstermine notwendig.

## Broschüre
Die EURAP gibt eine Broschüre für Betroffene heraus mit dem Titel: Epilepsie und Kinderwunsch und Wissenswertes über das europäische Schwangerschaftsregister EURAP.